# Nietzsche-Denkmal (Naumburg)

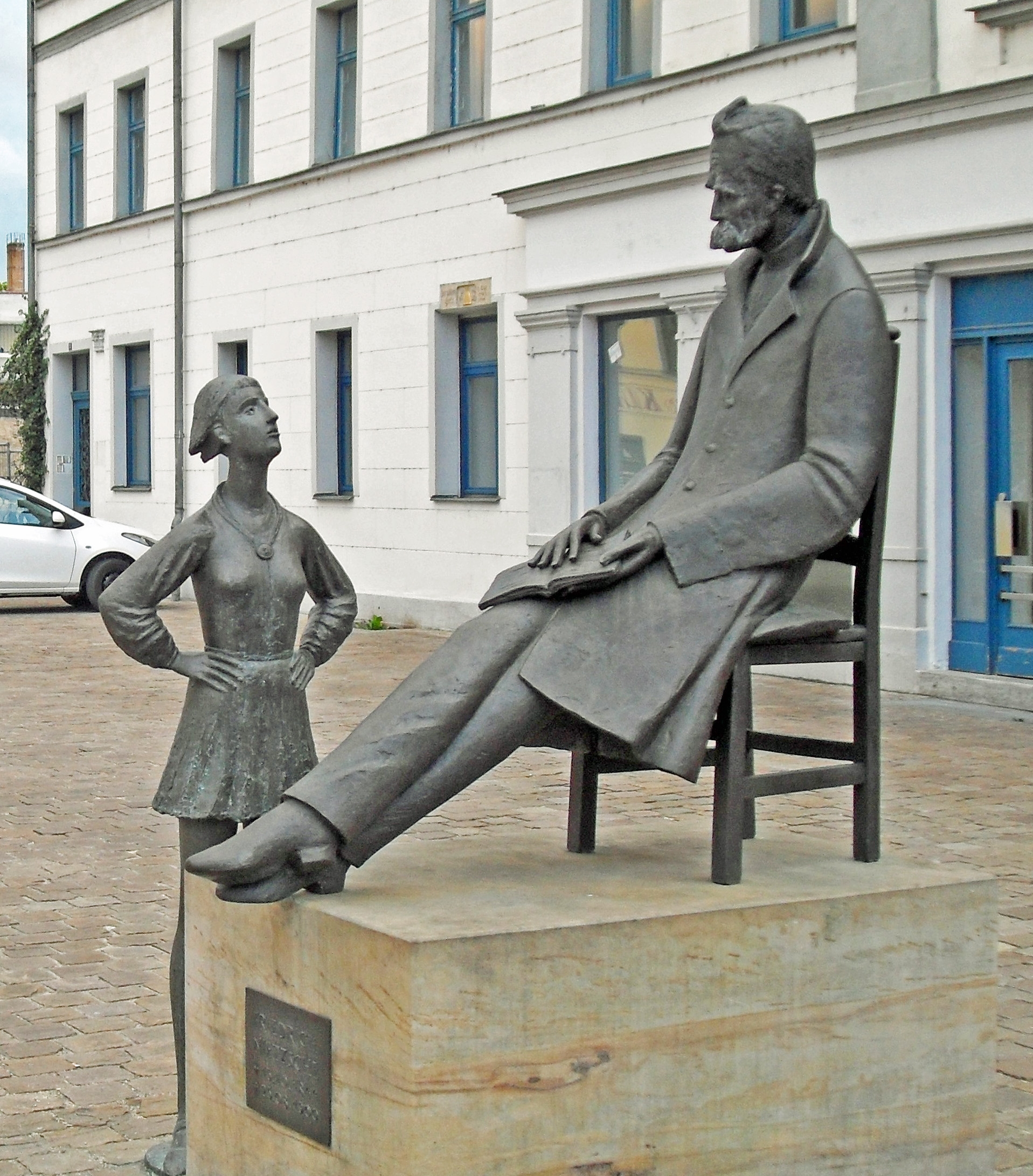
Nietzsche-Denkmal

Auf dem Holzmarkt in Naumburg (Saale) befindet sich das 2007 eingeweihte Nietzsche-Denkmal.
Es stellt den auf einem Stuhl sitzenden Philosophen Friedrich Nietzsche dar, vor dem ein Mädchen fragend steht. Die Sitzfigur Nietzsches mit ausgestreckten Beinen ist auf einem quaderförmigen Buntsandsteinsockel auf einer starken Buntsandsteinbasis aufgestellt.
In den Händen hält er ein aufgeschlagenes Buch.
Beide Figuren sind aus Bronze gegossen. Es ist ein Werk von Heinrich Apel (1935–2020). Das Denkmal wurde im Oktober 2007 eingeweiht. Eine Erläuterungstafel ist am Sockel angebracht. Es befindet sich an der Stelle einer Brunnenanlage, die vormals 1978 anlässlich der 950-Jahr-Feier Naumburgs geschaffen wurde. Neben der Figurengruppe wurde ebenfalls ein Spielbrunnen installiert.